# Kult ciała (film)
Kult ciała – film fabularny produkcji polsko-austriackiej z 1930 roku w reżyserii Michała Waszyńskiego, zrealizowany według powieści Mieczysława Srokowskiego.
Film był realizowany w Warszawie, Wiedniu, Budapeszcie i Nicei. Udźwiękowiony został w Wiedniu. Wyświetlany także w Rumunii, Francji i Niemczech pod tytułem: Rapsodia miłości.
Film był udźwiękowiony, jednak w polskich kinach wyświetlany był w wersji niemej.
W 2009 film zaprezentowano na Lubuskim Lecie Filmowym w Łagowie, a muzykę na żywo do niego grała grupa Powieki. Z muzyką na żywo był również prezentowany w Muzeum Polin.

## Obsada
- Agnes Petersen − Hanka Złotopolska
- Paweł Owerłło − Zahorski, prezes wystawy
- Krystyna Ankwicz − modelka Lina
- Victor Varconi − rzeźbiarz Czesław
- Eugeniusz Bodo − Franciszek, pomocnik Czesława
- Fryderyk Delius − baron Stanisław Stumberg